# Мохнате (Польща)
Мохнате (пол. Mochnate) — село в Польщі, у гміні Гайнівка Гайнівського повіту Підляського воєводства. Населення — 214 осіб (2011).

## Історія
Засноване близько 1570 року на 35 волоках землі як поселення Більського лісництва.
У 1975—1998 роках село належало до Білостоцького воєводства.

## Демографія
Демографічна структура станом на 31 березня 2011 року:
|          | Загалом | Допрацездатний вік | Працездатний вік | Постпрацездатний вік |
| -------- | ------- | ------------------ | ---------------- | -------------------- |
| Чоловіки | 111     | 13                 | 65               | 33                   |
| Жінки    | 103     | 7                  | 43               | 53                   |
| Разом    | 214     | 20                 | 108              | 86                   |